# Eva Bexell
Eva Agneta Magdalena Bexell (ur. 26 marca 1945 w Åsedzie) – szwedzka pisarka powieści dla dzieci i młodzieży.

## Życiorys
Eva urodziła się w 1945 r. w Åseda w Smalandii. Pochodzi ze znanej w Szwecji rodziny Bexell, z których wywodzi się wiele pokoleń kapłanów ze Smalandii. Jej ojciec był również kapłanem. Dorastała w Borgholm na wyspie Olandia w regionie Kalmar. Po śmierci ojca, trzynastoletnia wówczas Eva, przeprowadziła się z matką do Växjö, gdzie uczyła się w szkole dla dziewcząt. Po ukończeniu nauki pracowała jako rysownik, dziennikarka modowa i dziennikarka w prasie codziennej i tygodniowej, często jako freelancer. 
Zadebiutowała w 1976 r. powieścią dla dzieci i młodzieży Prostens barnbarn, która zapoczątkowała serię o przychodach dwóch chłopców Antona i Carla. W 1978 r. ukazała się kontynuacja książki Kabalik hos morfar prosten, a w 1987 r. kolejna Opp och hoppa, morfar prosten. Dwie pierwsze części były emitowane przez rozgłośnię radiową, w których narratorką była szwedzka aktorka Margaretha Krook. W powieściach częstym motywem jest otoczenie małego miasteczka i wydarzenia z jej własnego dzieciństwa. Język w książkach Bexell ma lekki i dowcipny ton. Zarówno ojciec jak i wielu innych dochowanych, którzy odwiedzali jej rodzinę, Żal Evy z powodu utraty ojca powtarza się jako wspólny wątek w "Przyjaciel jest przyjacielem" (1980), chociaż dotyczy Andreasa, który stracił matkę. W 1983 r. wydała książkę Flickan i gullregnsträdet, w której jej brat był inspiracją przy tworzeniu postaci głównego bohatera Antona. 
W 1988 r. otrzymała nagrodę BMF-Barnboksplaketten za książkę Opp och hoppa, morfar prosten przyznawaną przez Stowarzyszenie Księgarzy Szwedzkich (Svenska bokhandelsmedhjälpareföreningen – BMF). W 2003 r. otrzymała nagrodę literacką ustanowioną ku pamięci ku pamięci Astrid Lindgren – Emilpriset i przyznawaną corocznie przez Akademię Småland.  
Książki Bexell przetłumaczono m.in. na język duński, fiński, norweski, niemiecki, angielski i japoński. W 1989 r. z okazji urodzin pisarki opublikowano wydanie zbiorowe Boken om prostens barnbarn obejmujące wszystkie trzy części serii: Prostens barnbarn, Kalabalik hos morfar prosten i Opp och hoppa, morfar prosten z ilustracjami Karin Stjernholm Raeder. 

## Nagrody i wyróżnienia
- 1987 – BMF-Barnboksplaketten za książkę Opp och hoppa, morfar prosten[4]
- 2003 – Emilpriset[5]

## Twórczość
- 1976 – Prostens barnbarn
- 1978 – Kalabalik hos morfar prosten
- 1980 – En vän är en vän
- 1983 – Flickan i gullregnsträdet
- 1987 – Opp och hoppa, morfar prosten
- 1989 – Olycksfågeln Evert
- 1989 – Boken om morfar prosten
- 1992 – Evert i ny knipa
- 1998 – Ser du inte hur det ryker ur skorstenen?